# Cruriraja rugosa
Cruriraja rugosa är en rockeart som beskrevs av Bigelow och Schroeder 1958. Cruriraja rugosa ingår i släktet Cruriraja och familjen egentliga rockor. IUCN kategoriserar arten globalt som otillräckligt studerad. Inga underarter finns listade i Catalogue of Life.